# Mária Szepes

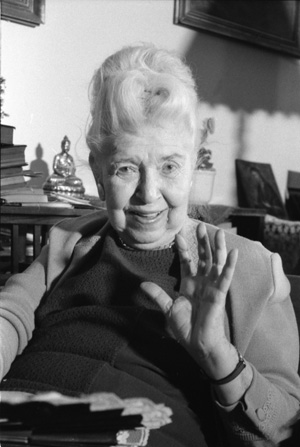
Mária Szepes (1992)

Mária Szepes (anhörenⓘ) [ˈmaːriɒ ˈsɛpɛʃ] (* 14. Dezember 1908 in Budapest; † 3. September 2007 ebenda) war eine ungarische Autorin. Sie arbeitete als Journalistin und Drehbuchautorin und seit 1941 als freie Schriftstellerin vor allem im Bereich der hermetischen Philosophie; zum Teil auch unter den Pseudonymen Mária Papír und Mária Orsi.

## Leben
Als Magdolna Scherbach wurde Szepes 1908 in eine ungarische Theaterfamilie geboren. Der Vater, Sándor Papir, war als Schauspieler und Bonvivant ein großer Star an Budapester Bühnen, die Mutter Mária Kronémer war Sängerin und Schauspielerin. Ihre Eltern und ihr Bruder waren für sie „Geschwister im Geiste“, so wie sie überhaupt nur geistige Verwandtschaft anerkannte: „Alles andere ist nur Erfahrung, Bindung, Lösung – Karma.“ Der Vater starb 1911, als die Dreijährige bereits erste Auftritte in dem von ihm gegründeten Theater hinter sich gebracht hatte. Ihre Kindheit und Jugend stand dann unter dem Einfluss des Regisseurs Béla Balogh, den die Mutter 1915 heiratete.
Sie schloss die Handelsoberschule mit dem Abitur ab und studierte Literaturgeschichte, Kunstgeschichte und Biologie; später kamen vergleichende Religionswissenschaft und Psychologie hinzu. Zwischen 1916 und 1933 trat sie (meist als Magda Papír) als Filmschauspielerin in Erscheinung. Ein Jahr nach ihrer Heirat folgte sie 1931 ihrem Mann Béla Szepes nach Berlin. Über die 56 Jahre dauernde Ehe berichtete Mária Szepes in ihrem Buch Magie der Liebe – und über das, was man als „Alchimistische Hochzeit“ bezeichnet, die Auflösung des Ich im anderen.
In Berlin begann sie zu schreiben und arbeitete für die B.Z. am Mittag. 1933 verließen die Eheleute Szepes Deutschland und kehrten nach Budapest zurück. Dort arbeitete sie zunächst als Journalistin und Filmautorin (jetzt unter dem Namen Mariá Orsi). Seit 1941 war sie als freie Schriftstellerin vor allem im Bereich der hermetischen Philosophie tätig. Ihr erster Roman Der Rote Löwe entstand in einem Versteck während des Zweiten Weltkriegs und wurde zu einem Weltbestseller der esoterischen Literatur.
Als ihr Hauptwerk bezeichnete sie selbst ihren Raguel-Roman, der in Ungarn zunächst als Serie in acht Einzelbänden gedruckt wurde und in Deutschland in zwei Bänden erschien. Ihr größter Erfolg war die Kinderbuchserie um das kleine Mädchen Pünktchen-Panni, mit der sie 1953 begann.

## Der Rote Löwe
Der erste Roman von Mária Szepes wurde unter dem Titel A Vörös Oroszlán 1946 in Ungarn veröffentlicht, zunächst unter Pseudonym. Unter dem kommunistischen Rákosi-Regime wurde Der Rote Löwe als nicht systemkonform eingestuft und verboten; es wurde angeordnet, alle Exemplare des Buches zu vernichten. Dank des Bibliothekars und Romanciers Béla Hamvas konnten vier Exemplare gerettet werden. Das verwendete Pseudonym verschleierte erfolgreich die Autorschaft, die Behörden konnten niemanden namens „Mária Orsi“ finden. Etliche Anhänger der Autorin tippten nun den Roman mit der Schreibmaschine ab, erstellten Matrizen und ließen die damit erstellten Vervielfältigungen im Untergrund zirkulieren. Fast 40 Jahre später gelangte der Roman über die Agentur Utoprop auf den Schreibtisch des Heyne-Verlags. Das Buch wurde von Gottfried Feidel übersetzt und erschien 1984 als Taschenbuch. Näheres zur Entstehungsgeschichte berichtet Hans Joachim Alpers im Vorwort zur Neu-Ausgabe von 2002.
Szepes erzählt darin die Geschichte des unglücklichen Hans Burgner, eines im 16. Jahrhundert geborenen Müllersohnes. Nach dem Tod seines schwächlichen Vaters und eines ebenso jämmerlichen, aber geliebten Lehrers entbrennt in ihm die Angst vor dem unausweichlichen Tod alles Lebendigen. Getrieben von den allgegenwärtigen Gerüchten über ein Elixier des ewigen Lebens schließt er sich einem geheimnisvollen Alchemisten an. Trotz dessen wiederholter Warnungen schreckt Burgner in seiner fieberhaften Gier selbst vor Mord nicht zurück – und gelangt so, innerlich unvorbereitet, in den Besitz des Elixiers. Damit beginnt eine Reise durch die Jahrhunderte, denn von nun an kann Burgner zwar äußerlich sterben, wird aber mit voller Erinnerung immer wieder in wechselnde Verhältnisse hineingeboren. Immer aufs Neue versucht er das Opus Magnum durchzuführen, das ihn von seinem Fluch erlöst. Vor dem Hintergrund der europäischen Geschichte der vergangenen fünf Jahrhunderte erlebt Hans Burgner eine dramatische persönliche Entwicklung: zunächst ein unbewusster, ja niederträchtiger Charakter, wächst er an den ihm gestellten Aufgaben. Er erreicht höchste menschliche Vollendung und wird schließlich zum Magus, zum Eingeweihten.

## Bibliographie

### Romane
- A Vörös Oroszlán (1946, als Mária Orsi, Neuausgabe 1984 als Mária Szepes)
  - Deutsch: Der Rote Löwe. Übersetzt von Gottfried Feidel. Heyne, München 1984, ISBN 3-453-30985-5. Überarbeitete Neuausgabe: Der rote Löwe : Roman der Esoterik im Abendland. Fischer Media, Bern 2000, ISBN 3-85681-430-2. Auch als: Der rote Löwe. Piper, München 2004, ISBN 3-492-28543-0.
- Surayana élő szobrai (1971)
  - Deutsch: Die lebenden Statuen von Surayana. Heyne, München 1998, ISBN 3-453-14031-1.
- Tükörajtó a tengerben (1975)
  - Deutsch: Spiegeltür in der See. Science-Fiction-Roman. Heyne, München 1982, ISBN 3-453-30758-5.
- Napszél (1983)
  - Deutsch: Sonnenwind. Heyne, München 1986, ISBN 3-453-31358-5.
- A változatlanság hullámhossza (1986)
- A Tibeti Orgona (1987)
- Varázstükör (1988)
  - Deutsch: Der Zauberspiegel. Ein esoterischer Roman. Knaur, München 1988, ISBN 3-426-04187-1.
- Gondwána boszorkánya (1993)
  - Deutsch: Märchenland Gondwana. Heyne, München 1993, ISBN 3-453-07272-3.
- Katarzis (1999)
- Felhőszobrász (2002)

Raguel hét tanítványa / Raguel (Romanserie)
- Ízisz bárkája (1990)
- Mars szekere (1990)
- Hermész útja (1990)
- Jupiter palotája (1991)
- Vénusz ösvénye (1991)
- Szaturnusz barlangja (1991)
- Phaeton fogata (1991)

Deutsche Ausgabe: Das Buch Raguel. Übersetzt von Gottfried Feidel. Heyne, München 1993.
- Der Berg der Adepten. Das erste Buch Raguel. ISBN 3-453-06240-X.
- Weltendämmerung. Das zweite Buch Raguel. ISBN 3-453-06241-8.

### Esoterik
- A mindennapi élet mágiája (1989)
  - Deutsch: Magie des Alltags. Aurum, Braunschweig 2001, ISBN 3-591-08484-0.
- Álomszótár (1989)
- A szerelem mágiája (1990)
  - Deutsch: Magie der Liebe. Aurum, Bielefeld 2002, ISBN 3-89901-005-1.
- Pszichografológia (1990)
- mit Wictor Charon: Atlantiszi mágia (1990)
- A gyógyító öröm mágiája (1991)
- A tarot bölcsessége (1993)
- Az álom mágiája (1994)
- A smaragdtábla (1994)
- mit Wictor Charon: Academia Occulta (1994)
  - Deutsch: Academia Occulta. Die geheimen Lehren des Abendlandes. 2 Bände:
    - Bd. 1: Die Grundlagen. Heyne, München 1994, ISBN 3-453-06575-1.
    - Bd. 2: Die Praxis. Heyne, München 1994, ISBN 3-453-06947-1.
- A fény mágiája (1995)
- Az áldozat mágiája (1998)
- Angyalok éneke (1998)
- Merre tartasz, ember? (2000)
- Misztériumok könyve (2000)
- Dimenzió-tarot (2001)
- Istenek tüze (2001)
- Aranykor (2002)
- A lélek anatómiája (2002)
- Lángoló időfolyó (2002)
- Csillagjóga (2004)
- Örök pillanat (2004)
- Szómágia (2004)
- A nevek mágiája (2005)
- A fény evangéliuma (2006)
- Dimenzió-tarot. A sorsalakítás művészete (2007)
- Mágiák könyve (2008)

### Kinderbücher
- Pingvinkönyv (1957/1958)
- Boróka néni kincse (1979)
- Táltos Marci (1979)
- Fityfiritty (1980)
- Csillagvarázs (1996)

Pöttyös Panni / Pünktchen-Panni (Kinderbuchreihe)
- Pöttyös Panni (1953)
  - Deutsch: Pünktchen. Übersetzt von Ö. Salamon. Zeichnungen von Anna F. Győrffy. Corvina, Budapest 1956. Auch als: Pünktchen-Panni. Übersetzt von Bruno Heilig. Der Kinderbuchverlag, Berlin 1957. Auch als: Panni Pünktchen. Übersetzt von Henriette Schade-Engl. Corvina, Budapest 1978, ISBN 963-13-0556-2. Auch als: Panni Pünktchen. LeiV, Leipzig 2009, ISBN 978-3-89603-258-4.
- Pöttyös Panni a Balatonon (1956)
  - Deutsch: Pünktchen-Panni am Plattensee. Der Kinderbuchverlag, Berlin 1961.
- Pöttyös Panni az óvodában (1956)
  - Deutsch: Pünktchen-Panni im Kindergarten. Der Kinderbuchverlag, Berlin 1958. Neuausgabe: LeiV, Leipzig 2010, ISBN 978-3-89603-347-5.
- Pöttyös Panni naplója (1959)
- Pöttyös Panni és Kockás Peti naplója (1962)
- Pöttyös Panni Hetedhétországban (1973)
- Szia, világ! (1980)
- Bolondos szerszámok (1981)
- Eleven képeskönyv (1982)
- Csupaszín (1983)
- Harkály anyó (1983)
- Zsákbamacska (1983)
- Rőzse néni kunyhója I. (1985)
- Pöttyös Panni az idővonaton (1989)
- Furfangos szerszámok (2000)
- Rőzse néni kunyhója II. (2002)
- Pöttyös Panni az iskolában (2002)
- Kedvenc meséi (2008)

### Weitere Veröffentlichungen
- Praxis zur Überwindung der Angst. 4 Audio-Kassetten / mp3-Dateien.